# ألبرت غورتن غريني
ألبرت غورتن غريني (بالإنجليزية: Albert Gorton Greene)‏ هو قاضي ومحامي وشاعر أمريكي، ولد في 10 فبراير 1802، وتوفي في 3 يناير 1868.